# Система впорскування пального

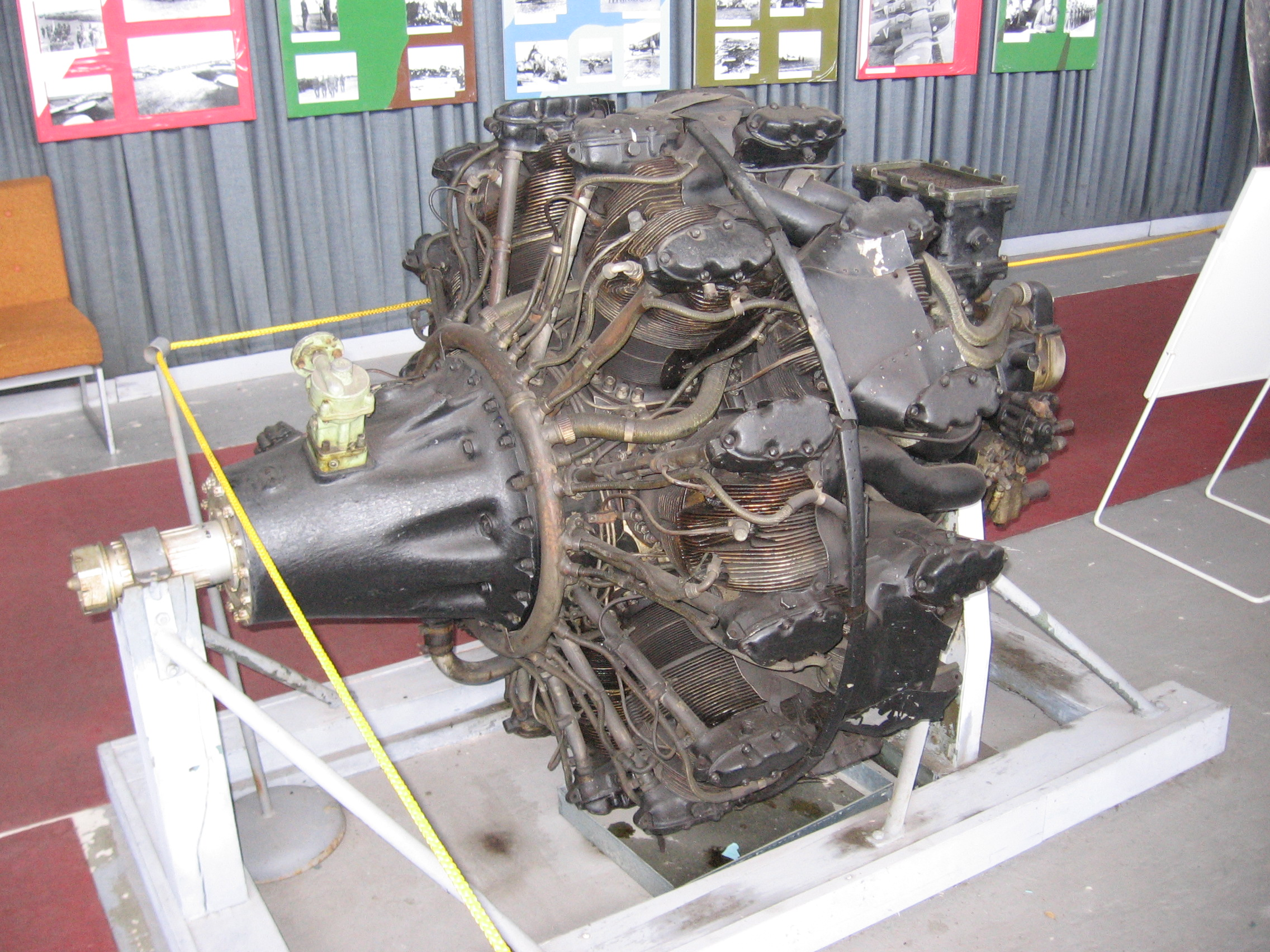
Двигун АШ-82 у музеї в Празі

Система впорскування палива або система прямого вприскування, чи просто вприскувач, інжектор (англ. Fuel Injection System) — основний пристрій системи живлення сучасних двигунів внутрішнього згоряння — як бензинових, так і дизельних. На відміну від карбюраторної системи інжектор вприскує паливо безпосередньо в циліндри чи впускний колектор за допомогою однієї або кількох механічних або електричних форсунок.

## Будова
В інжекторній системі подачі палива його впорскування до повітряного потоку здійснюють спеціальні форсунки — інжектори.
Сьогодні форсунками керують спеціальні мікроконтролери, цей вид керування називають електронним. Принцип роботи такої системи ґрунтується на тому, що рішення про момент і тривалість відкриття форсунок приймає мікроконтролер, зважаючи на дані, які надходять від датчиків. У минулому, на ранніх моделях системи подачі палива, за контролери слугували спеціальні механічні пристрої.

### Принцип роботи
До контролера, під час роботи системи, надходить зі спеціальних датчиків, така інформація:
- про позицію та частоту обертання колінчастого валу
- про масову витрату повітря двигуном
- про температуру охолоджувальної рідини
- про позицію дросельної заслінки
- про вміст кисню у відпрацьованих газах (у системі зі зворотним зв'язком)
- про наявність детонації в двигуні
- про напругу в бортовій мережі автомобіля
- про швидкість автомобіля
- про позицію розподільного валу (у системі з послідовним розподіленим упорскуванням палива)
- про запит на включення кондиціонера (якщо такий встановлено на автомобілі)
- про нерівності на дорозі (датчик нерівної дороги)
- про температуру вхідного повітря

Ґрунтуючись на отриманій інформації, контролер керує наступними системами та приладами:
- подачею палива (форсунками й електробензосмоком)
- системою запалювання
- регулятором неробочого ходу
- адсорбером системи уловлювання парів бензину (якщо таку встановлено на автомобілі)
- вентилятором системи охолодження двигуна
- муфтою компресора кондиціонера (якщо такий є на автомобілі)
- системою діагностики

Змінювання параметрів електронного впорскування можливе буквально «на льоту», оскільки керування відбувається програмно й може враховувати велику кількість програмних функцій і даних з датчиків. Також, сучасні системи електронного впорскування здатні адаптувати програму роботи під конкретний екземпляр мотора, під стиль водіння та багато інших характеристик і специфікацій.

## Історія

### Дизельні двигуни
Уперше вприскувач винайшов і застосував у двигунах Рудольф Дизель, німецький інженер Проспер Л'Оранж (Prosper L'Orange). Його вприскувач був поєднанням голчастої форсунки з насосом і був запатентований під номером DRP 230 517 14 березня 1909 р.

### Авіаційні двигуни
Система безпосереднього впорскування авіаційних двигунів — зручна альтернатива карбюраторній, так як в інжекторній системі впорскування в силу конструкції байдуже робоче положення (подача палива здійснюється незалежно від положення двигуна відносно земної поверхні).
Перший мотор з системою впорскування виготовили в Росії в 1916 році Мікулін і Стєчкін.

## Класифікація систем впорскування
Системи живлення інжекторних двигунів класифікують за багатьма ознаками. Наразі практично кожен виробник автомобілів дає свою запатентовану систему впорскування.

### За місцем подачі палива
- Розподілене

Системи, впорскування палива в яких здійснюється за допомогою кількох форсунок. Умовно поділяються на два типи: Механічне впорскування та Електронне.
- Центральне

Це системи електронного впорскування палива з однією, центрально розміщеною форсункою. Такі системи зазвичай встановлюються на автомобілі із об'ємом двигуна до 1,8 л.
- Безпосереднє, в циліндр

Впорскування здійснюється форсункою безпосередньо в циліндр, це найбільш досконалі і найефективніші системи впорскуння.

### За способом подачі палива
- Системи безперервного впорскування.

При роботі двигуна паливо безперервно розпилюється форсунками, регулювання ж складу паливної суміші відбувається зміною тиску впорскування.
- Системи з дозованою (циклічною) подачею

Паливо розпилюється через рівномірні інтервали часу, при постійному тиску. Ці інтервали можуть бути як синхронізовані так і несинхронізовані із відкриттям впускних клапанів двигуна.

### За принципом дії
- Механічні — це системи впорскування бензину, у яких відсутня електронна система керування (контролер).
- Електронно-механічні
- Електронні

### За способом регулювання складу суміші
- За витратою повітря
- За розрідженням у впускному колекторі
- За кутом повороту дросельної заслінки
- Комбіновані